# دهليز الأنف

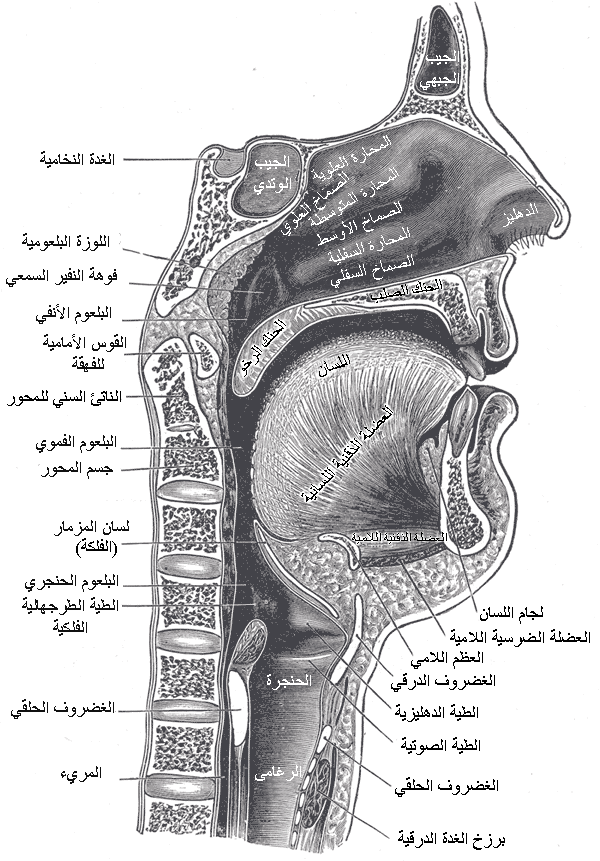
مقطع سهمي في الأنف والبلعوم والفم

دهليز الأنف (بالإنجليزية: nasal vestibule)‏ هو القسم الأمامي من جوف الأنف والواقع إلى الأنسي من جناح الأنف. يدعى القسم الخلفي من جوف الأنف الواقع خلف الدهليز بجوف الأنف المخصوص أو جوف الأنف بالخاصة.

## ظهارة دهليز الأنف
تختلف ظهارة دهليز الأنف عن باقي الجوف الأنفي في أنها من نمط البشرة الرصفية المطبقة المتقرنة والمشابهة لبشرة الجلد. تحتوي ظهارة الدهليز على أشعار قصيرة وسميكة تعيق دخول الجزيئات الكبيرة المحمولة بالهواء إلى السبيل التنفسي، كما تحتوي ظهارة الدهليز على غدد دهنية وعرقية ضمن الصفيحة الخاصة.